# Leucania pyrausta
Leucania pyrausta är en fjärilsart som beskrevs av George Francis Hampson 1913. Leucania pyrausta ingår i släktet Leucania och familjen nattflyn. Inga underarter finns listade i Catalogue of Life.